# Lophodesmus zullinii
Lophodesmus zullinii är en mångfotingart som beskrevs av Shear 1977. Lophodesmus zullinii ingår i släktet Lophodesmus och familjen fingerdubbelfotingar. Inga underarter finns listade i Catalogue of Life.